# Marko Valok
Marko Valok (serbe en écriture cyrillique : Марко Валок), né le 5 mars 1927 à Belgrade dans le Royaume des Serbes, Croates et Slovènes et mort le 29 septembre 2024, est un joueur et entraîneur de football serbe, international yougoslave.